# Mrówkojadkowate
Mrówkojadkowate (Cyclopedidae) – rodzina ssaków z podrzędu giętkojęzykowych (Vermilingua) w rzędzie włochaczy. Wyodrębniona z mrówkojadowatych, długo zaliczano do niej jeden współczesny gatunek, po publikacji Mirandy et al. podzielona na 7 gatunków. Prowadzą nadrzewny, samotny tryb życia. Aktywne głównie nocą. Żywią się przede wszystkim mrówkami, do czego rozwinęły przystosowania w budowie głowy i kończyn. Po ciąży trwającej 120-150 dni samica rodzi pojedyncze młode, nad którym sprawuje opiekę. Mogą być zagrożone utratą siedlisk, ale określenie stopnia zagrożenia wymaga dalszych badań.

## Budowa

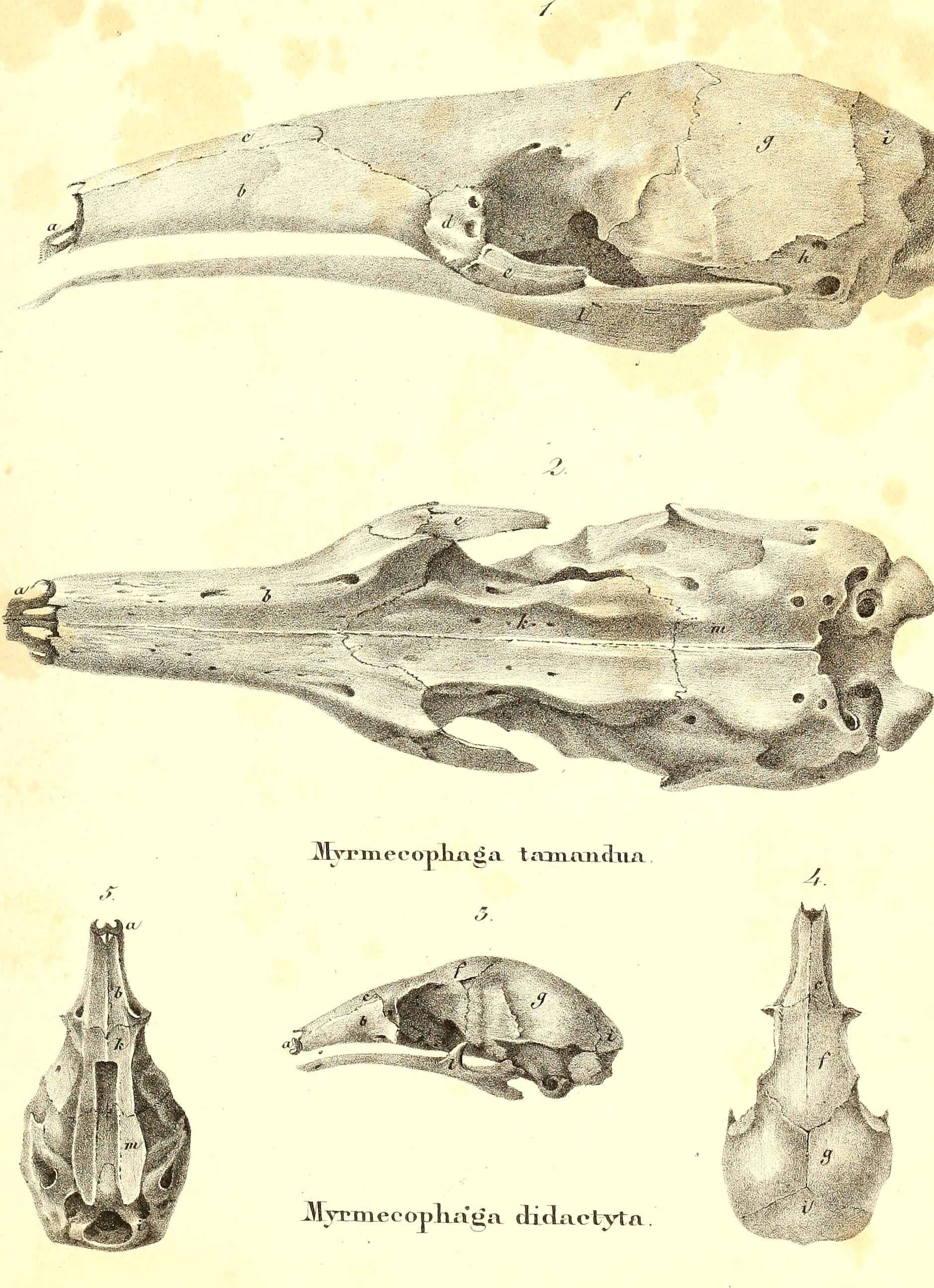
Czaszka

Mrówkojadek jest znacznie mniejszy od mrówkojadowatych. Ciało ma długość około 35 cm, do czego dochodzi ogon długi na 20 cm. Zwierzę waży około 300 g. Najmniejszym gatunkiem jest Cyclopes didactylus. Jest to niewiele w porównaniu z dwuipółmetrowym mrówkojadem wielkim ważącym do 45 kg.
Mrówkojadkowate ubarwione są zazwyczaj w odcieniach szarości, żółci, brązu, czasem czerwieni. Szczegóły zależą od konkretnego gatunku. Niekiedy, jak u Cyclopes didactylus i Cyclopes dorsalis, pośrodkowo na grzbiecie biegnie ciemna pręga. Kolejna bądź jedyna podobna pręga może przebiegać po stronie brzusznej, jak u C. didactylus czy Cyclopes catellus. Dłonie są czerwonawe.
Czaszki giętkojęzykowych mają pewne charakterystyczne cechy. Zaliczają się do nich krzywizna osi podstawy czaszki i podstawy twarzy, redukcja szczękowego ograniczenia oczodołu, ułożenie tylno-przyśrodkowe trąbki Eustachiusza. Dokładny kształt czaszki zależy od gatunku i stanowi jedną z cech, za pomocą której te gatunki się rozróżnia. Charakterystyczną cechą tych zwierząt, od której zresztą nazwano cały podrząd, jest długi i wąski język, pokryty lepką śliną, który zwierzę wykorzystuje do polowań na mrówkowate.
Kręgosłup jest dość sztywny. Odcinek szyjny liczy 7 kręgów. Odcinek piersiowy zawiera ich 16. Występują tylko 2 kręgi lędźwiowe. Towarzyszą im szerokie i płaskie żebra. Kość krzyżową budują 4 kręgi. Ostatni odcinek ogonowy buduje aż 40 kręgów. Ciało kończy się dość długim chwytnym ogonem, którym zwierzę potrafi przytrzymać się gałęzi.
Obojczyk jest dobrze rozwinięty. Łopatka cechuje się charakterystyczną dla szczerbaków budową, ma bowiem wtórny kolec, do którego przyczepia się mięsień obły większy, dobrze rozwinięty u wszystkich giętkojęzykowych. Jak wszystkie giętkojęzykowe, mrówkojadkowate mają dobrze wykształconą kość ramienną. Kończyna górna kończy się dwoma palcami zaopatrzonymi w pazury. Zwierzę może się nimi trzymać gałązki, może też, trzymając się łapami tylnymi bądź ogonem, trzymać przednie kończyny przed sobą gotowe do rozgrzebania mrowiska bądź zadania ciosu. Nie występuje przeciwstawny kciuk. Podczas trzymania gałęzi oba palce łapią ją od tej samej strony. Kończyny tylne mają po 4 palce.
W 2021 Miranda et al. opublikowali wyniki badań hematologicznych jednego z gatunków w obrębie rodziny, mrówkojadka jedwabistego (Cyclopes didactylus). Hematokryt wynosił 34,7%, leukocyty 5,524, w tym neutrofile 0,038, eozynofile 0,162, monocyty 0,028, a limfocyty 0,298.

## Genetyka
Diploidalna liczba chromosomów mrówkojadka wynosi 64. W jego genomie występuje 19 par submetacentrycznych i 13 akrocentrycznych. Chromosom X jest submetacentryczny. Chromosom Y jest zaś punktowy.

## Systematyka

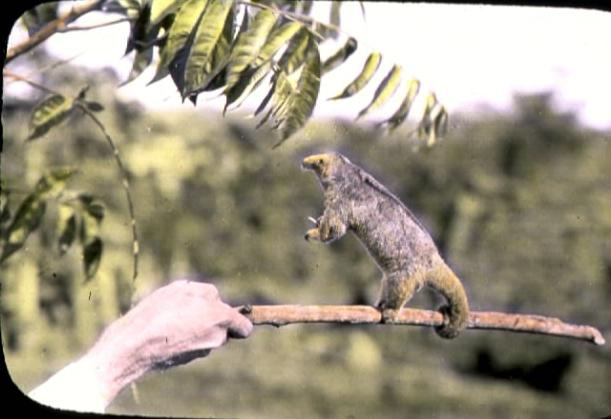
Mrówkojadek balansujący na gałęzi, 1928

Pierwszy opis gatunku z późniejszych mrówkojadowatych podał już w 1758 sam Karol Linneusz, twórca binominalnego nazewnictwa gatunków. Użył on nazwy Myrmecophaga didactyla, a w opisie umieścił również mrówkojada wielkiego i tamanduę południową. Początkowo klasyfikacja taka utrzymała się, w 1792 Brogniart podał omyłkowo rodzaj Mirmecophaga. Kolejni autorzy wyrażali już odmienne zdanie. W 1821 Gray utworzył nazwę rodzajową Cyclopes, jako gatunek typowy wskazują Myrmecophaga didactyla. Kolejni autorzy tworzyli kolejne nazwy, poczynając od Cuvierowskiego Didactylus przez Cyclothurus z gatunkiem Cyclothurus dorsalis opisanym przez Graya w 1865, uznanym w 1899 za podgatunek Cyclopes didactylus, Myrmydon, Myrmecolichnus i Eurypterna. Żaden z tych rodzajów nie obejmował jednak żadnego nowego gatunku niźli ten opisany pierwotnie ręką Linneusza. W 1900 opisano podgatunku C. d. ida, dalej opisano także C. d. eva i C. d. catellus. W 1914 ukazał się opis gatunku Cyclopes mexicanus. W 1924 Pocock wprowadził odrębną rodzinę Cyclopedidae, obejmującą tenże różnie nazywany rodzaj z pojedynczym gatunkiem, wedle Polskiego Nazewnictwa Ssaków Świata z 2015 nazywaną rodziną mrówkojadkowatych z rodzajem mrówkojadek i gatunkiem mrówkojadek jedwabisty, dzielonym dalej na 7 podgatunków, poza populacją o nieustalonym statusie.
Sytuacja zmieniła się diametralnie w 2017, kiedy ukazała się praca Mirandy i współpracowników, opublikowana potem formalnie w 2018. Naukowcy przebadali 287 okazów mrówkojadka z 12 zbiorów, poddali też 33 próbki analizie molelukarnej. Zbadanie zarówno cech morfologicznych (ubarwienie), anatomicznych (czaszka) oraz molekularnych pozwoliło na wyróżnienie 7 gatunków. 4 z nich zostały już wcześniej opisane albo jako odrębne gatunki, albo jako podgatunki: Cyclopes didactylus, Cyclopes dorsalis, Cyclopes ida, Cyclopes catellus. Doszły do nich 3 zupełnie nowe gatunki, które autorzy nazwali Cyclopes thomasi, Cyclopes rufus i Cyclopes xinguensis.
Rodzina mrówkojadkowatych oddzieliła się od mrówkojadowatych około 41 milionów lat, o czym świadczą badania genetyczne Coimbry i współpracowników z 2017. Dalsze zróżnicowanie pojawiło się w miocenie, około 13,5 miliona lat temu, prawdopodobne na południowym zachodzie Amazonii. Kolejne linie oddzielały się prawdopodobnie na skutek granic geograficznych czy ekologicznych.
Zapis kopalny jest ubogi. Najlepiej poznaną forą kopalną jest Palaeomyrmidon znaleziony w skałach mioceńskich w Argentynie.
Do rodziny należy jeden występujący współcześnie rodzaj:
- Cyclopes J.E. Gray, 1821 – mrówkojadek[17][9], 7 gatunków[10][13],

Opisano również rodzaj wymarły:
- Palaeomyrmidon Rovereto, 1914 – jedynym przedstawicielem był Palaeomyrmidon incomtus Rovereto, 1914

## Tryb życia

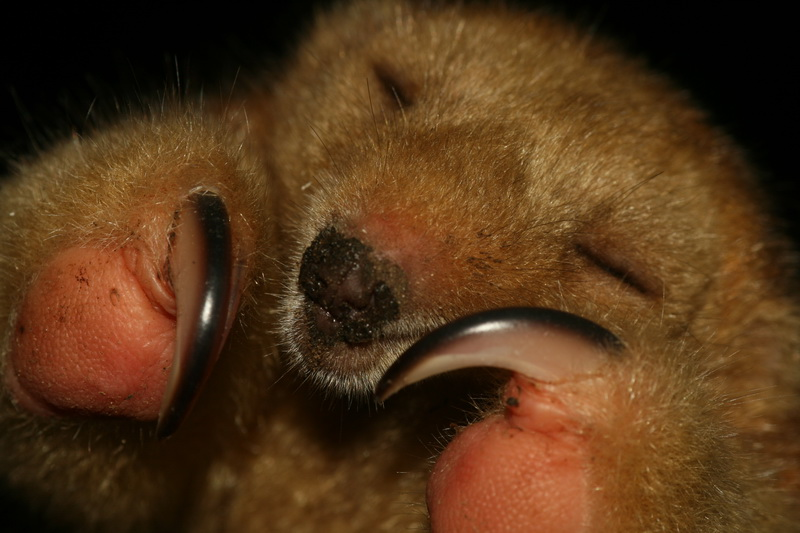
Dwupalczastymi przednimi kończynami zaopatrzonymi w pazury zwierzę rozgrzebuje mrowiska

Zwierzęta te prowadzą skryty, samotny, nadrzewny tryb życia. Pierwszą próbę oszacowania gęstości ich populacji przeprowadzono na wyspie należącej do Trynidadu. Osiągnięto wyniki 5,50 zwierzęcia/km² (95% CI ± 3,87) w 2010 i 4,62/km² (95% CI ± 1,78) w 2011.
Mrówkojadek aktywny jest nocą. W dzień śpi pośród lian bądź gałęzi, często zwinięty w kulę, obejmując łapami gałąź. Niekiedy zdarza się krótka, licząca do kwadransa aktywność za dnia. Swą aktywność zaczyna późnym popołudniem. Około 18:00 zaczyna żerować. Niekiedy utrzymuje aktywność przez kilka godzin z rzędu, często 4, niekiedy do 11, robiąc sobie nieraz krótkie przerwy, do pół godziny. Na spoczynek udaje się ponownie około 4 rano. Pożywiając się niezbyt pożywnym pokarmem w postaci mrówek, może utrzymać tylko niskie tempo metabolizmu. Odpowiada mu także niższa u większości ssaków temperatura ciała około 33 °C.
Zaopatrzony w radionadajnik przedstawiciel Cyclopes dorsalis z Barro Colorado przemierzał w ciągu dnia średnio 43 m. Po ośmiu dniach znajdował się niecałe 150 m od miejsca, gdzie go wypuszczono. Dał się spotkać raz, na wysokości 12 m. Samiec C. dorsalis zajmuje obszar 11 ha, podczas gdy samica średnio 2,9 ha. Obszar zajmowany przez samca zachodzi na terytoria samic, które w stosunku do siebie są rozłączne.
Wystraszony, ssak ten wydaje z siebie głos przypominający piewikowate.

### Cykl życiowy
Rozród mrówkojadkowatych nie został dobrze poznany. Odbywa się prawdopodobnie raz do roku. Występuje ciąża trwająca od 120 do 150 dni. Po niej samica rodzi pojedynczego noworodka, poród przypada najczęściej na okres od września do listopada. Opiekuje się następnie potomkiem, nosząc go na sobie. Kiedy młode osiągnie jedną trzecią masy ciała matki, zaczyna prócz mleka przyjmować stały pokarm. Kiedy osiągnie połowę do dwóch trzecich jej masy, jest odstawiane od piersi, kiedy zaś osiągnie trzy czwarte, matka kończy nad nim opiekę.

## Ekologia
Pokarm mrówkojadkowatych stanowią głównie mrówkowate, w mniejszym stopniu chrząszcze, w tym biedronkowate, ale także termity. Mrówki, mimo że w tropikach występują powszechnie, nie są pokarmem pożywnym. Mrówkojadkowate szczególnie konsumują mrówkowate z podrodziny Dolichoderinae bądź rodzajów Camponotus, Cephalotes, Crematogaster, Pheidole, Procryptocerus, Pseudomyrmex, Solenopsis. Wśród termitów wymienia się rodzaj Nasutitermes. W badaniach z Barro Cerrado pojedynczy osobnik C. didactylus konsumował dziennie od 700 do 5000 mrówek. W badaniach odchodów znajdywano przeciętnie 18 gatunków mrówek, ale zawsze przeważały jeden lub dwa. W badaniach brazylijskich przeważały Solenopsis. Miranda wyraża tutaj zdziwienie, jako że jest to rodzaj mrówek spotykanych zwykle wśród liści tworzących ściółkę. Nie wiadomo, czy mrówkojadek pożarł je, gdy szukały pokarmu w koronach drzew, czy też może  to on zszedł w poszukiwaniu pokarmu na ziemię.

## Rozmieszczenie geograficzne
Rodzina obejmuje gatunki występujące w Ameryce. Na północy zasięg sięga południowego Meksyku i krainy nearktycznej (Cyclopes dorsalis). Mrówkojadkowate zajmują dalej całą Amerykę Środkową poza Salwadorem (C. dorsalis) i dużą część północnej Ameryki Południowej. Występują po obu stronach Andów. Na zachodzie spotyka się je od Kolumbii do południowego Ekwadoru. Na wschodzie zajmują Kolumbię, Wenezulę, Gujanę, Surinam, Gujanę Francuską, Peru, Brazylię i Boliwię. W zachodniej Amazonii spotyka się Cyclopes thomasi, na południu w Boliwii Cyclopes catellus, natomiast Cyclopes ida żyje na zachód i południe od Rio Negro. Skamieniałości znajdowano także w Argentynie, gdzie w miocenie żył Palaeomyrmidon.
Siedliskiem mrówkojadkowatych są lasy, w tym lasy pierwotne, wiecznie zielone, galeriowe, wilgotne nizinne, mangrowe, ale i wtórne. Zasiedla głównie biomy Amazonia i las atlantycki. Nie występuje natomiast w cerrado ani na caatindze. Z uwagi na niski metabolizm unika terenów leżących powyżej 1500 m nad poziomem morza.

## Zagrożenia i ochrona
Do zagrożeń dla przedstawicieli tej rodziny należy niszczenie ich środowiska, zwłaszcza jeśli chodzi o las atlantycki, którego pozostało mniej niż 8% pierwotnej powierzchni. Dziewiczy las zastępują rozrastające się miasta, tereny rolnicze, w tym plantacje soi i trzciny cukrowej, plantacje sosny i eukaliptusa, jak i palmy. Rzeki przecinają tamy wytwarzające energię elektryczną. Nielegalnie pozyskiwane jest drewno. Ponadto mrówkojadkowate są obiektami polowań. Sprzedawane są potem jako zwierzęta domowe.
Informacje te wskazują na możliwość zagrożenia wyginięciem. Jednakże gatunki mrówkojadka wyróżnione zostały niedawno, wcześniej traktowane były jako jeden gatunek o szerokim zasięgu występowania, przez to niezagrożony, klasyfikowany jako gatunek najmniejszej troski. Dokładna ocena nowo wyróżnionych gatunków wymaga dalszych badań i jeszcze nie została przeprowadzona, chociaż prawdopodobnie niektóre gatunki bądź populacje ochrony wymagają. Zwłaszcza populacje Cyclopes didactylus z lasu atlantyckiego są pofragmentowane. Populacja z północno-wschodniej Brazylii może się okazać kolejnym, wymagającym ochrony gatunkiem.